# Гринго

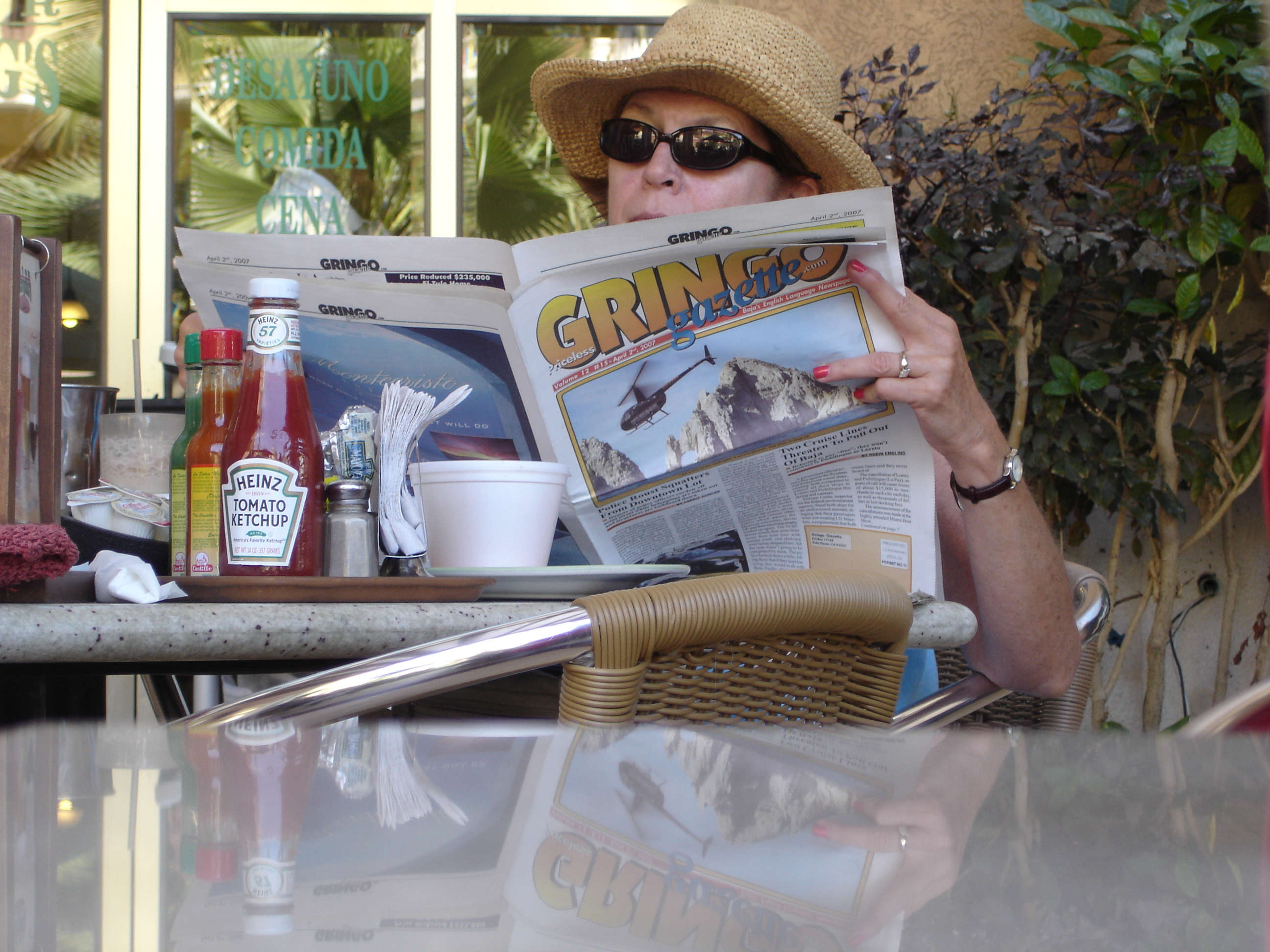
Газета «Гринго»

Гри́нго (англ. gringo от исп. griego — грек) — иностранец, англоговорящий выходец из другой страны в Латинской Америке. 
Слово «гринго» может иметь окрас презрительного названия неиспаноязычного (либо непортугалоязычного) иностранца, особенно гражданина США. В Бразилии, в большей степени, используется для обозначения всех туристов, в основном жителей Америки и Европы, использующих английский язык в качестве основного. В Аргентине оно используется для описания людей со светлыми волосами.
Некоторые авторы отмечают, что само слово «гринго» не является ругательством. Это сленг, а унизительным оно становится только при использовании в соответствующем контексте.

## История
Слово использовалось в Испании для обозначения иностранцев, не являющихся носителями испанского языка.
Наиболее раннее упоминание слова встречается в кастильском словаре Терреро и Пандо 1786 года:

Гринго в Малаге называют иноземцев, имеющих акцент, который не позволяет им полноценно общаться на кастильском; это же слово применяют в Мадриде, чаще всего к ирландцам.
Оригинальный текст (исп.)Gringos llaman en Málaga a los extranjeros que tienen cierta especie de acento, que los priva de una locución fácil y natural Castellana; y en Madrid dan el mismo nombre con particularidad a los irlandeses.

Среди этимологов преобладает мнение, что «гринго» — скорее всего, вариант этнонима griego — грек, так как «говорить по-гречески» в испанском языке означало «говорить непонятно» (греческий отстоит очень далеко от латыни, которая является понятной и близкой по отношению к испанскому языку и языкам соседних стран — Франции и Италии — на 80 %, 56 % и 88 % соответственно, поскольку относятся к одной языковой семье). Однако против этой версии выдвигается возражение, что трансформация griego > gringo фонетически маловероятна, поскольку такой переход требует двух шагов: (1) griego > grigo; (2) grigo > gringo. Между тем тот же результат можно получить гораздо проще, взяв за основу слово (pere)gringo, которое на кало — языке испанских цыган — означает «перегрин», «путник», «чужой».
Известна ложная версия происхождения этого слова, якобы от распространённой в годы американо-мексиканской войны песни «Green grow the lilacs». Версия недостоверна, так как слово использовалось гораздо раньше американо-мексиканской войны (1846—1848) и сочинения песни.